# Aeroportul Jorge Schieber
Aeroportul Jorge Schieber (IATA: NNU, ICAO: SNNU) este un aeroport din Minas Gerais, Brazilia ce deservește zona Nanuque. Aeroportul a fost tranzitat în august 2018 de 11 pasageri. A fost numit după zona deservită.
Situat la o altitudine de 210 m, aeroportul dispune de 1 pistă.

## Infrastructură

### Piste
Aeroportul dispune de o singură pistă. Pista 10/28 are suprafața de asfalt și dimensiunile 1.200 m × 30 m. 